# Честь і слава
«Честь і слава» — чехословацький фільм, знятий 1968 року про завершення тридцатирічної війни.

## Сюжет
Події фільму відбуваються у 1647 році. Надходить завершення тридцятирічної війні. Європа зруйнована, банди розбійників нападають навіть на селища, селяни масово вмирають від голоду та хвороб. Колись багатий і скупий землевласник Вацлав Ринда, що втратив більшу частину свого багатства під час війни, хоче одружитися з дворянкою на ім'я Катерина, яка разом зі своїм чоловіком готують повстання в Богемії проти Габсбургів. Ворожнеча між Риндою і чоловіком Катерини веде до трагічного закінчення.

## У ролях
- Вацлав Ринда — Рудольф Грушинський
- Катерина — Бланка Богданова
- Чоловік Катерини — Карел Геґер
- Капітан — Йозеф Кемр
- Дорота — Іва Янжурова